# スターチャイルド
スターチャイルド（英: STARCHILD）は、1981年から2016年まで存在した主にアニメ・声優・実写映画・ドラマ関連の商品や作品を取り扱うキングレコードの社内レーベル。正式名称は「スターチャイルドレコード」。通称は「スタチャ」（すたちゃ）・「星の子」とも呼ばれる。キングレコードの内部組織としては本部に相当していた。

## 概要
アニメ関連の楽曲の専門レーベルとしては業界でも古参であり、アニメファンへの認知度・浸透度は高かった。
アニメ・声優関連以外では、『ライオン丸G』などの特撮作品、『ケイゾク』（TBS製作）・『古代少女ドグちゃん』（MBS製作）・『必殺シリーズ』（ABC製作）などのテレビドラマといった一般向けの実写作品も担当した実績があり、過去には森口博子など声優業を行っていない歌手の場合、アニメ関連以外の楽曲が多くなった際にメインレーベルに異動させた例がある。
なお、キングレコードには他にもアニメ事業を展開しているレーベルとして、メインレーベル（キングレコード）のアニメ部門「第三クリエイティブ本部」や、スターチャイルドから派生した「EVIL LINE RECORDS」がある。スターチャイルドや第三クリエイティブ本部の他、三橋美智也などの演歌・歌謡曲部門「第一クリエイティブ本部」、J-POP部門「第二クリエイティブ本部」、大塚文雄などの民謡部門の歌手がアニメ主題歌を担当した例があるが、本来のレーベルから発売されるか、スターチャイルドからの発売となるかは作品によって異なっていた。
「スターチャイルド」は、キングレコードの商標登録となっている。

## 歴史
1981年、キングレコード社員で主にサンライズ関連のアニメ楽曲を担当していた藤田純二らによって設立。レーベル名は『2001年宇宙の旅』に登場する「スターチャイルド」（新人類）を意識してタイトルにした「スターチルドレン」（劇場版機動戦士ガンダム関連曲）の話を氷川竜介に聞いた藤田が採用を決定したものであり、ロゴも氷川から紹介されたデザイナーによるものである。スターチャイルドマークは正式発足前の1981年7月5日発売の哀戦士シングル盤にて初めて付けられるようになり、同年10月21日発売の交響曲イデオンよりスターチャイルドレーベルが正式発足した。
しかしその後、藤田ら担当社員たちは1985年にユーメックスを設立し大量に独立したため、部門解消の危機に陥ったが、残った大月俊倫らで初プロデュースしたドラマCD『ドリームハンター麗夢』などの大ヒットによってV字回復を達成し、スターチャイルドレーベルは再建された。
1990年代中盤からは『新世紀エヴァンゲリオン』など数多くの人気アニメの制作に参加し、タイアップの形式を中心に林原めぐみ・堀江由衣・angelaなどの人気声優やアーティストの曲を多数輩出した。
2000年代に入ると、『魔法先生ネギま!』の関連CDなどを含めてオリコンウィークリーランキングに初登場ベスト10入りを果たすなどし、前述のユニットやスポンサーを務めるラジオ番組（アニラジ）の連動企画などを発端として、単独のラジオ番組やオリジナル曲の発表、ライブなど作品関連の活動を超えて期間限定で独立した活動を展開するパターンも増えている。制作作品で出演者による音楽ユニットを結成させて、主題歌などを制作することも増えつつある。2000年代では同社が製作したアニメ作品において、同業社のランティスが音楽を担当し、キング側へCDの販売を委託しているものもあった。
2010年代に入ると、スネオヘアーやももいろクローバーZといった、一般アーティスト・アイドルを擁す様になって、アニメ専門色がより薄れつつあり、2012年10月からは、作品の特設サイト一覧ページが「アニメ」と「実写」、アーティストの特設サイト一覧ページが「声優系」と「J-POP系」に分離された。
2014年4月、ももいろクローバーZらが所属していたスターチャイルドの「J-POP系」部門がレーベル「EVIL LINE RECORDS」（イーブルラインレコード）を新設し独立。再びアニメ・声優専門になったもののメインレーベル寄りの「第三クリエイティブ本部」との位置付けが次第に曖昧になっていった。同年10月から放送のテレビアニメ『クロスアンジュ 天使と竜の輪舞』では第三クリエイティブ本部と初の共同製作を行った。
2015年6月には、スターチャイルド率いるキングレコード系アニメの集大成とも言えるライブイベントKING SUPER LIVE 2015を開催する。
これが契機になり2016年2月1日付けでスターチャイルドと第三クリエイティブ本部が事業統合し、「キング・アミューズメント・クリエイティブ本部」に移行、メインレーベルの新アニメ部門となり、『スターチャイルド』のレーベルが消滅。これにより、34年半続いたスターチャイルドの歴史に幕を閉じた。

## 主なスタッフ
2013年2月1日付けのキングレコード大幅組織改定の際に、スターチャイルドも下記の体制に改められた。
- 大月俊倫 - キングレコード専務取締役スターチャイルドレコード担当、エグゼクティブ・プロデューサー委嘱[7]。
- 森山敦 - キングレコード上席執行役員スターチャイルドレコード本部長、同本部BCCグループ長、販促グループ長。
- 中西豪 - スターチャイルドレコード制作宣伝部長、同部第一グループ長。
- 宿利剛 - スターチャイルドレコード制作宣伝部第二グループ長。

## 過去の所属アーティスト
キング・アミューズメント・クリエイティブ本部発足に伴いそのまま新部署に移行したアーティスト
- angela
- 上坂すみれ
- 音楽少女
- カスタマイZ
- かなでももこ
- 喜多村英梨
- 小松未可子
- 佐藤聡美
- ZEN THE HOLLYWOOD
- スネオヘアー
- 高橋洋子
- 林原めぐみ
- 堀江由衣
- ミス・モノクローム

EVIL LINE RECORDSに移籍したアーティスト
Aice5のみ2015年の再結成に合わせてEVIL LINE RECORDSに移籍、それ以外はレーベル発足時に移籍。
- Aice5
- 宇宙人
- 特撮
- MEG
- ももいろクローバーZ

その他過去に所属していたアーティスト
- 浅野真澄
- UNSCANDAL
- 浦壁多恵
- 岡崎律子
- 奥井雅美
- 小倉優子
- can/goo
- 神田朱未
- 黒薔薇保存会
- COACH☆
- 小森まなみ
- 白石涼子
- 絶望少女達
- TAMAGO
- Team.ねこかん[猫]
- DROPS
- 長澤奈央
- nana×nana
- Neko Jump
- 野中藍
- パステル
- Friends
- Prits
- 保志総一朗
- 普天間かおり（当時：本間かおり）
- 前田亜季
- 宮村優子
- メーウ
- 森口博子[注 2]
- やくしまるえつこ
- やまとなでしこ
- ゆいかおり[注 3]
- ゆかな
- unicorn table
- eufonius
- r.o.r/s

本来は他レーベル所属（本業がJ-POP・演歌/歌謡曲・民謡・童謡など）ながら、アニメ関連楽曲で本レーベルから発売
- 鮎川麻弥（本来はクリスタルバード）
- 大塚文雄（本来はキングレコード）
- 小出広美（本来はキングレコード）
- 沢田聖子（本来はクリスタルバード）
- 芹洋子（本来はキングレコード）
- TWO-MIX（本来はキングレコード）
- パル（本来はキングレコード）
- 三橋美智也（本来はキングレコード）
- 森口博子（キングレコードへのレーベル異動後）
- やしきたかじん（本来はベルウッド・レコード→キングレコード）
- 山瀬まみ（本来はキングレコード）

### 販売委託アーティスト
- 榊原ゆい
- manzo

## 製作に参加した作品
五十音順に列挙した。斜体はEVIL LINE RECORDS発足後扱いが同レーベルに移行した作品。

### テレビアニメ
前述の通り、音楽制作をランティスが担当している作品があり、それらには「※」印を付した。
- 蒼き流星SPTレイズナー
- 青春×機関銃
- パワーパフガールズ（テレビ東京版、2005年以降はワーナーに移行）
- 赤い光弾ジリオン
- アキハバラ電脳組
- 惡の華
- 朝霧の巫女
- 亜人
- あずまんが大王 ※
- アスラクラインシリーズ
- アベノ橋魔法☆商店街
- 荒川アンダー ザ ブリッジシリーズ
- いぬかみっ!
- 失われた未来を求めて
- 宇宙戦士バルディオス
- 宇宙のステルヴィア
- ウルトラマニアック
- AKB0048
- NG騎士ラムネ&40
- おジャ魔女どれみ＃（しゃーぷっ）
- 乙女はお姉さまに恋してる
- お兄ちゃんのことなんかぜんぜん好きじゃないんだからねっ!!
- 快傑蒸気探偵団
- 学園戦記ムリョウ
- がくえんゆーとぴあ まなびストレート!
- 革命機ヴァルヴレイヴ
- 旋風の用心棒
- かなめも
- 神さまのいない日曜日
- 彼氏彼女の事情
- ガンダムシリーズ（2002年公開の『∀ガンダムI 地球光/II 月光蝶』までの音楽のみ）
- kiss×sis
- 機甲警察メタルジャック
- 機甲戦記ドラグナー
- 機動戦艦ナデシコ
- 今日の5の2
- グロイザーX
- クロスアンジュ 天使と竜の輪舞
- Kシリーズ
- げんしけん 二代目
- けんぷファー ※
- 正義を愛する者 月光仮面
- ゴールデンタイム
- ココロコネクト
- COPPELION
- サイキックアカデミー煌羅万象
- 最強ロボ ダイオージャ
- サイコアーマー ゴーバリアン
- さいころボット コンボック
- 魁!!クロマティ高校
- SAMURAI DEEPER KYO
- さよなら絶望先生シリーズ
- C3 -シーキューブ-
- J9シリーズ
  - 銀河旋風ブライガー
  - 銀河烈風バクシンガー
  - 銀河疾風サスライガー
- 屍姫シリーズ
- シスター・プリンセスシリーズ
- 七人のナナ
- シドニアの騎士
- 下ネタという概念が存在しない退屈な世界
- シャーマンキング
- 獣神ライガー
- 重戦機エルガイム
- 十兵衛ちゃん2 -シベリア柳生の逆襲-
- 少女革命ウテナ
- 少年ハリウッドシリーズ
- 昭和元禄落語心中
- じょしらく
- ジンキ・エクステンド
- 新世紀エヴァンゲリオン
- 好きっていいなよ。
- ずっこけナイトドンデラマンチャ
- スレイヤーズシリーズ
- スクールランブル（第1期のみ）
- 星銃士ビスマルク
- 聖戦士ダンバイン
- 生徒会役員共シリーズ
- せんせいのお時間
- 戦闘メカ ザブングル
- 蒼穹のファフナーシリーズ
- 装甲騎兵ボトムズ
- それゆけ!宇宙戦艦ヤマモト・ヨーコ
- 太陽の牙ダグラム
- チビラくん
- ちゅーぶら!!
- 超攻速ガルビオン
- D.C. 〜ダ・カーポ〜 ※
- D.C.S.S. 〜ダ・カーポ セカンドシーズン〜 ※
- D.C.II 〜ダ・カーポII〜 ※
- D.C.II S.S. 〜ダ・カーポII セカンドシーズン〜 ※
- テイルズ オブ エターニア THE ANIMATION
- 鉄人28号（第4作）
- 天空戦記シュラト
- 伝説巨神イデオン
- 電波女と青春男
- 動画大陸枠
- DOG DAYSシリーズ（EDのみ）
- となグラ!
- とらドラ!
- ドラゴンクライシス!
- Dororonえん魔くん メ〜ラめら
- ながされて藍蘭島
- 謎の彼女X
- 夏のあらし!シリーズ
- ななか6/17 ※
- 波打際のむろみさん
- 熱血最強ゴウザウラー
- 爆れつハンター
- はなまる幼稚園
- ぱにぽにだっしゅ!
- パパのいうことを聞きなさい!
- 万能文化猫娘
- ひまわりっ!シリーズ
- ヒロイック・エイジ
- ふしぎの海のナディア
- 双恋
- フタコイ オルタナティブ
- ふたつのスピカ
- BLUE SEED
- フルーツバスケット
- BECK
- 変ゼミ
- 鬼灯の冷徹
- 魔境伝説アクロバンチ
- 魔法先生ネギま!
- ネギま!?
- 魔法遊戯
- まほらば
- まよチキ!
- 輪るピングドラム
- ミス・モノクローム -The Animation-シリーズ
- みなみけシリーズ
- 無敵王トライゼノン
- 無敵超人ザンボット3
- 無敵ロボ トライダーG7
- モーレツ宇宙海賊
- 桃太郎伝説シリーズ
- 薬師寺涼子の怪奇事件簿
- 勇者エクスカイザー
- 夢のクレヨン王国
- ユルアニ?
- ヨスガノソラ
- 鎧伝サムライトルーパー
- よんでますよ、アザゼルさん。シリーズ
- ラブひな
- 陸上防衛隊まおちゃん
- ルーンプリンセス
- RAVE
- 六神合体ゴッドマーズ
- ロスト・ユニバース

### OVA
- エイケン
- 活劇少女探偵団
- かってに改蔵
- 最終試験くじら
- 変ゼミ
- やわらか三国志 突き刺せ!! 呂布子ちゃん
- みツわの
- ラブひな Again
- 流星機ガクセイバー
- ルパン三世 風魔一族の陰謀[注 4]

### Webアニメ
- ニンジャスレイヤー フロムアニメイシヨン

### アニメ映画
- 鉄人28号 白昼の残月
- マルドゥック・スクランブルシリーズ
- 魔女っこ姉妹のヨヨとネネ
- メトロポリス（2001年版）
- モーレツ宇宙海賊 ABYSS OF HYPERSPACE -亜空の深淵-
- 劇場版 K MISSING KINGS
- 新世紀エヴァンゲリオン劇場版 シト新生
- 新世紀エヴァンゲリオン劇場版 Air/まごころを、君に
- 新世紀エヴァンゲリオン劇場版 DEATH (TRUE)² / Air / まごころを、君に
- ヱヴァンゲリヲン新劇場版:序
- ヱヴァンゲリヲン新劇場版:破
- ヱヴァンゲリヲン新劇場版:Q

### 実写映画
- 劇場版 SPEC〜天〜
- 劇場版 SPEC〜結〜漸ノ篇
- 劇場版 SPEC〜結〜爻ノ篇
- 巨神兵東京に現わる 劇場版
- ヌイグルマーZ
- ケイゾク/映画 Beautiful Dreamer
- 赤んぼ少女
- 極道めし
- サルベージ・マイス
- ぱいかじ南海作戦
- ビー・バップ・ハイスクール 高校与太郎哀歌
- ホームカミング
- MY HOUSE
- 落語物語
- ローレライ
- 地獄でなぜ悪い
- ジ、エクストリーム、スキヤキ
- 魁!!クロマティ高校 THE☆MOVIE
- 鉄人28号
- 長髪大怪獣ゲハラ
- 偉大なる、しゅららぼん
- 東京難民
- 女子ーズ

### ドラマ
- 親孝行プレイ
  - 子育てプレイシリーズ
- MM9
- アザミ嬢のララバイ
- 隠密剣士
- 快傑ハリマオ（テレビ映画）
- ケイゾク
- 古代少女ドグちゃん
- ザ・ハングマンシリーズ
- 週刊真木よう子
- SPEC〜警視庁公安部公安第五課 未詳事件特別対策係事件簿〜
- 超音速攻撃ヘリ エアーウルフ
  - ナイトライダー
- 必殺シリーズの一部
- ブラック・ジャック（2000年版）
- 魔法先生ネギま!（ドラマ版）
- 彼岸島
- 荒川アンダー ザ ブリッジ
- クロヒョウ 龍が如く新章
- 漂流ネットカフェ
- 古代少女隊ドグーンV
- 満福少女ドラゴネット
- ヤメゴク〜ヤクザやめて頂きます〜

### 特撮
- 怪獣王子
- 七色仮面
- バトルホーク
- ライオン丸G

### その他
- 竹山ロックンロール
- 戦国鍋TV 〜なんとなく歴史が学べる映像〜
- TV・局中法度!
- 少年ハリウッド
- イッテ♡恋48
- マシンザウラー

## ラジオ番組
以下のアニラジのスポンサーとして名を連ねている。ほとんどはラジオ局（主にAM局）が制作しているが、『Heartful Station』や『Tokyo Boogie Night』については自社で番組を制作している。
- アニメワールド・スターチャイルドステーション（1982年11月-1987年3月 スターチャイルド自社制作の情報番組。キー局:栃木放送(月曜日[8])、ネット局:ラジオ関西(木曜日[8]) 途中からネット開始、キャストは端月雅子[8]、秋本理央(ゲスト出演後レギュラー)[8]、茨城放送[8]と野球中継がないときの山形放送でも放送[8]）
- mamiのRADIかるコミュニケーション（東海ラジオ制作。スポンサーコールは「スターチャイルドレーベルのキングレコード」）
- 上坂すみれの乙女 ＊ムジカ（東海ラジオ制作）
- 白石涼子の聞かなきゃ☆そん♪Song!（文化放送制作）
- a-GENERATION（同上）
- 小倉優子のウキウキりんこだプー!うるとらだっしゅ（同上）
- スタチャ情報発信番組 ホレぼれ。（同上）
- 電撃G's Radio（同上）
- 熱血電波倶楽部（ラジオ関西制作。後に、アニメ番組枠の名前にもなった）
- シスター・プリンセス〜お兄ちゃんといっしょ
- ラジオのステルヴィア
- 野中藍 ラリルれ、にちようび。（ラジオ関西制作）
- 野中藍 ラリルれ、サタデーナイト。（同上）
- Radio キタエリあっ!（同上）
- 林原めぐみのHeartful Station（自社制作、キー局:ラジオ関西）
- 林原めぐみのTokyo Boogie Night（自社制作、キー局:TBSラジオ）
- ノン子とのび太のアニメスクランブル（同上、2009年4月第1週の放送分まで キー局:文化放送→超!A&G+）
- 堀江由衣の天使のたまご（同上、キー局:文化放送）
- angelaのsparking!talking!show!（東海ラジオ制作）

## イベント
製作作品毎のイベントや所属アーティストの単独ライブをこれまでに多数開催していた。
スターチャイルドまたは会社規模としては過去も含め、以下のようなイベントが開催されていた。
STARCHILD PRESENTS STARCHILD FESTIVAL
自身が主催していたレーベルイベント、これまでに2002春（東京）、2002秋（大阪）、2007 Spring（東京）、2009 Spring（東京）の計4回開催された。作品別のトークコーナーと所属アーティストライブパートコーナーに分かれているのが特徴。
STARCHILD DREAM in KOBE
ラジオ関西が神戸で開催していたスターチャイルドのライブイベント。1st（2003年）、2nd（2004年）、3rd（2006年）、2007、2008の計5回開催された。
KING SUPER LIVE
第三クリエイティブ本部と共同で開催された、会社史上初となるキングレコード株式会社全体のアニメソングライブ（ただし、スターチャイルドから派生したEVIL LINE RECORDSは関与していない）。スターチャイルド及び第三クリエイティブ本部の現役所属アーティストに加え、過去にスターチャイルドなどに所属していた中で代表的なアニメソングアーティストも集結した。キングアミューズメントクリエイティブ移行後も開催されている。
STARCHILD presents LIVE NEXUS
所属アーティストの「繋がり」や「連鎖」をテーマにした新しいレーベルライブイベント。第1弾として上坂すみれと小松未可子、2人の出演で2015年9月26日に開催したが、それからわずか4ヶ月後にスターチャイルドレーベルが消滅したため、一度きりの開催となった。

## 不祥事・騒動
- アニメ・ココロコネクトにおけるプロモーション企画騒動